# 异辛酸锰
异辛酸锰是一种羧酸盐，化学式为Mn(C8H15O2)2。它可由硝酸锰和异辛酸钠反应制得。它可用作2-乙基己醛氧化反应的催化剂，或用于含锰催化剂的热解制备。